# Шокорев, Василий Вячеславович
Василий Вячеславович Шокорев (1834—после 1901) — русский художник, иконописец, академик Императорской Академии художеств.

## Биография

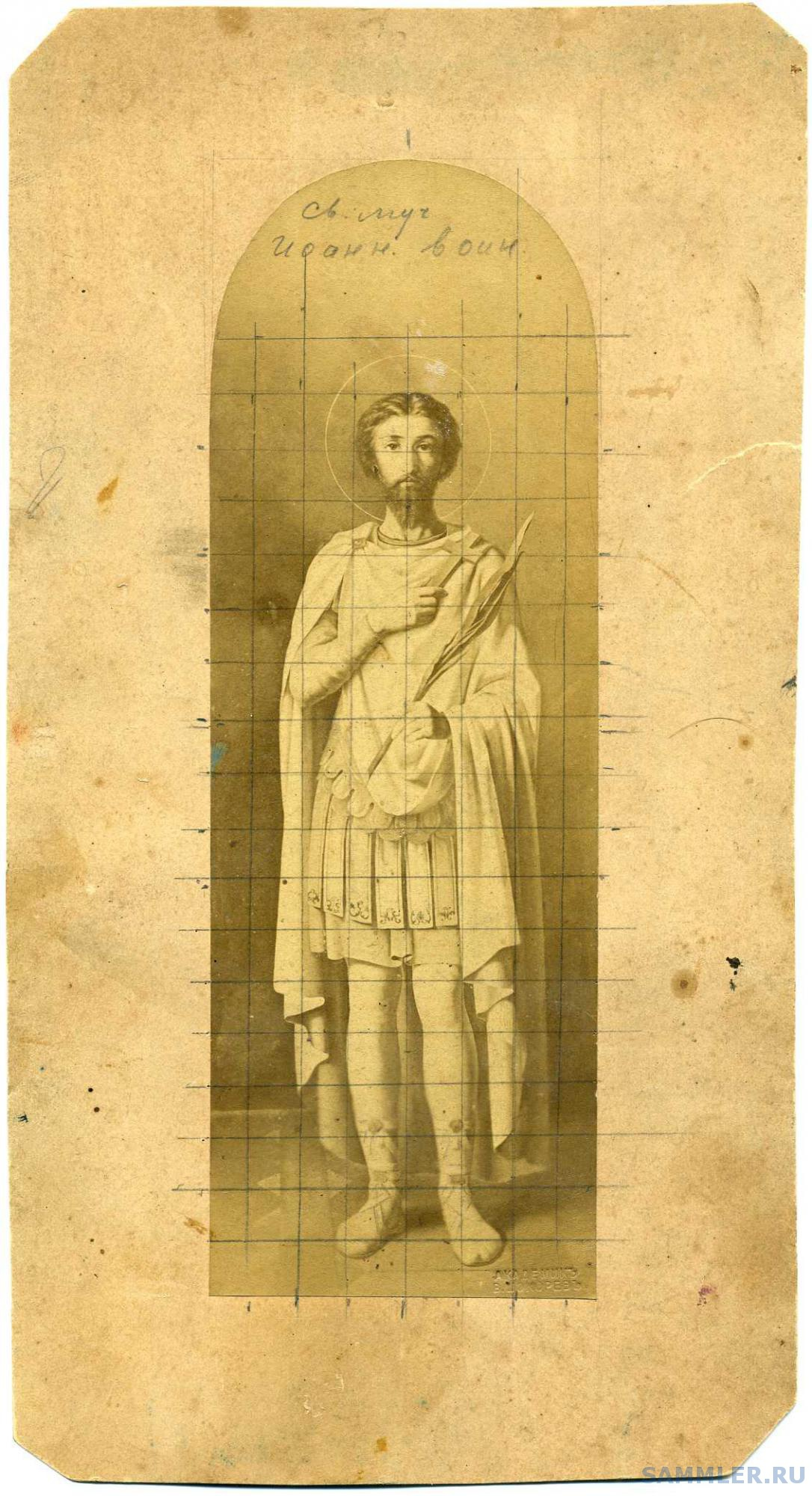
Рисунок с разметкой

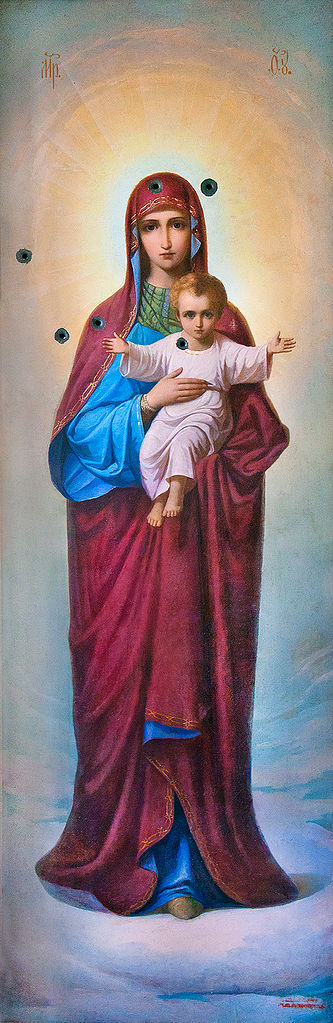
Икона Божией Матери «Костомаровская»

Окончил Московское училище живописи и ваяния. В 1853 г. получил от Императорской Академии художеств малую серебряную медаль, в 1855 г. — звание неклассного художника по живописи портретной. С 1860 г. — академик живописи исторической и портретной. Расписывал моск. храмы, проектировал иконостасы, писал иконы. В 1875 г. вновь расписал церковь Симеона Столпника за Яузой. В мастерской В.В. Шокорева в Москве учился А.М. Корин. Создавал иконы и участвовал в росписи храмов в различных городах России. Одна из написанных им икон Пресвятой Богородицы ныне почитается как чудотворная в Костомаровском Спасском монастыре.

## Произведения
Среди известных произведений: «Портрет И.И. Шишкина» (около 1853 г.), росписи в храме Живоначальной Троицы на Шаболовской улице в Москве (совместно с М.В. Морозовым, 1890-е гг.).
Церковь Илии Пророка в Мичуринске Тамбовской области: иконы для иконостаса и храма (1875 г.).
Александро-Невский собор города Баку — картина «Сошедшие в ад» по образу такой же в Московском храме Христа Спасителя.

## Семья
Братья: Александр (ок. 1842, ?—?) и Виктор Вячеславовичи занимались производством и торговлей золотыми и серебряными изделиями. А.В. Шокорев с 1872 г. – московский купец II гильдии, жил в собственном доме в Грохольском переулке.
Правнук — историк оружия Ю.В. Шокарев.